# Plaza Mayor de Cáceres
Pour les articles homonymes, voir Plaza mayor.

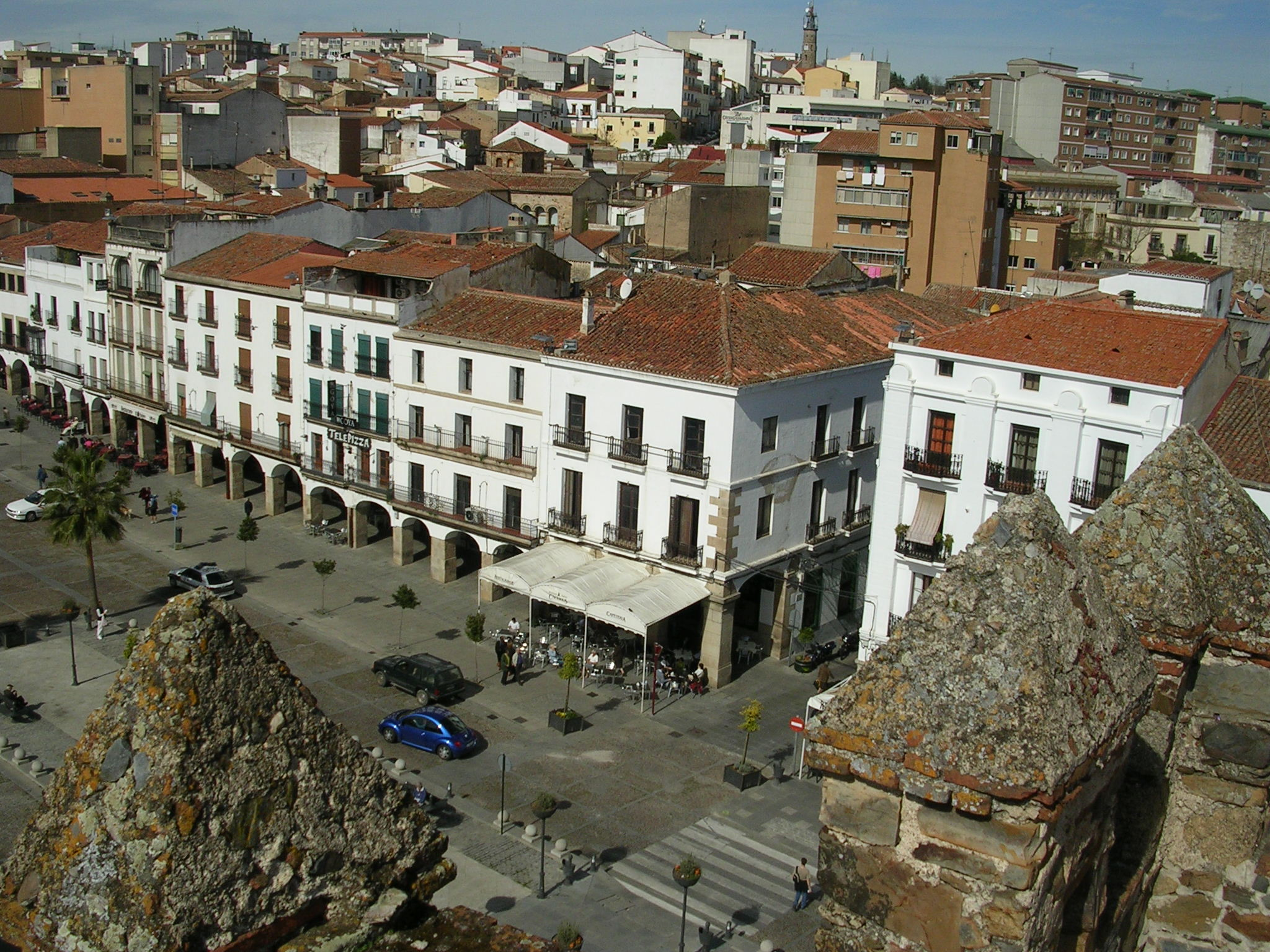
Vue partielle de la place prise depuis la Tour de Bujaco.

La Plaza Mayor de Cáceres est un espace public monumental de Cáceres, point principal d'entrée à la ville monumentale.
Elle est limitée à l'est avec une partie de la muraille, la plus connue, avec la tour de Bujaco, l'arc de la Estrella et la tour de los Púlpitos. Sur la partie sud se trouve la mairie et le forum des Balbos et débute la rue des Peintres, la plus commerciale de Cáceres. Sur le côté ouest se trouvent des bars, restaurants et diverses boutiques. Au centre de la place se trouve le paseo, promenade bâtie en 2001.

## Histoire

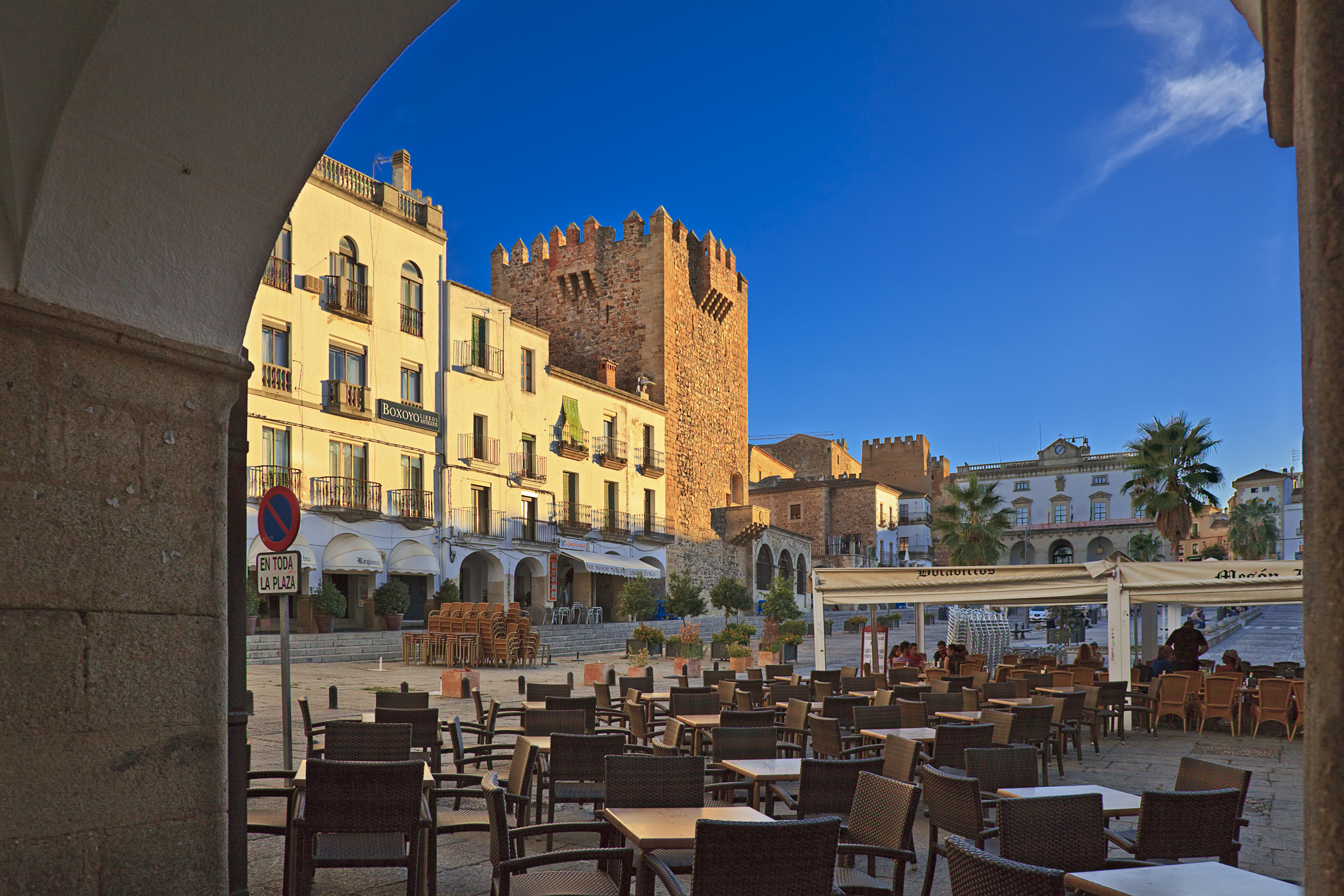
Plaza Mayor au XXI

Depuis des siècles, la place est le point de réunion, centre de la vie sociale et commerciale de la ville, avec des foires et des marchés.

## Architecture

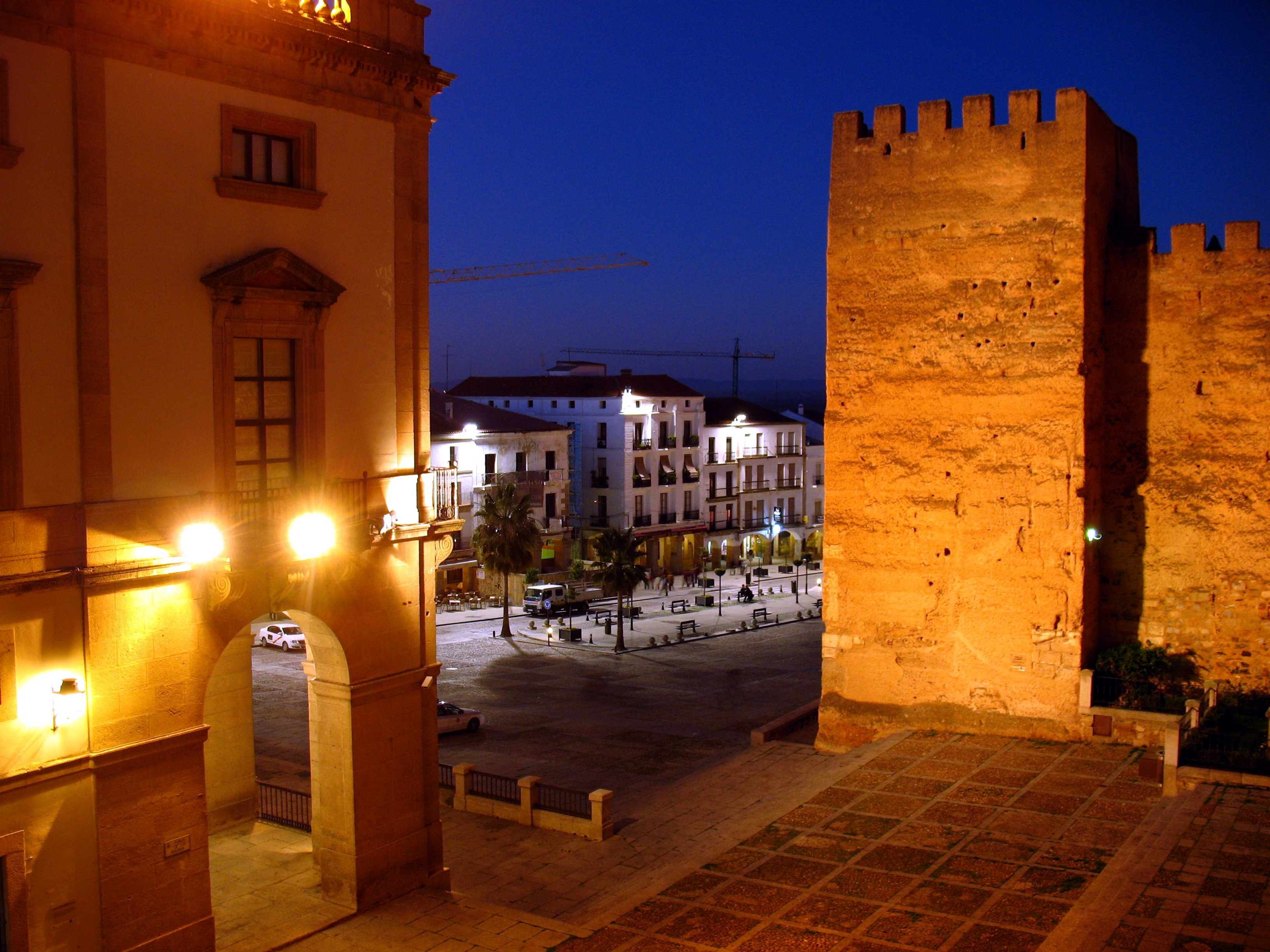
Vue nocturne de la place, où on peut voir une partie du Forum des Balbos au premier plan, une façade latérale de la Mairie à gauche et une partie de la muraille à droite.

Centre de la cité ancienne, cette place allongée et biscornue multiplie les perspectives attachantes sur des façades ocre qui ne manquent pas de noblesse. Celle du palais de Mayoralgo a retrouvé, après restauration, ses élégantes fenêtres géminées. Le portail à bossages du palais épiscopal date du XVIe siècle. Les médaillons de part et d'autre de ce dernier représentent l'Ancien Monde (à gauche) et le nouveau (à droite). Beaucoup d'édifices, de différentes époques, conservent des éléments du XVIe siècle. Le style général dominant est l'architecture populaire, bien que de nombreux bâtiments souffriront de modifications aux XIXe siècle, XXe siècle et XXIe siècle.

## Rénovation

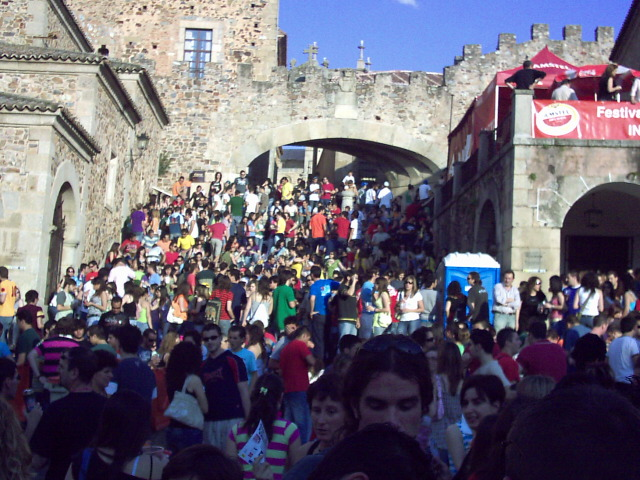
La place pendant la célébration du WOMAD.

En mars 2011 a été procédée à la rénovation de la plaza Mayor, dirigée par les architectes Antonino Antequera, Francisco Pol Méndez et Asunción Rodríguez Montejano.
Le projet a permis la création d'une variété d'espaces permettant son usage à n'importe quel circonstance, faisant de la place un lieu de rencontre et en l'adaptant aux nouveaux temps.